# Ali Muhammad Ghedi
Ali Muhammad Ghedi o Ali Mohammed Ghedi o Mohammed Ali Ghedi (somali: Cali Maxamed Geedi) (nascut a Mogadiscio el 1951) fou primer ministre de Somàlia al Govern Federal de Transició del 2004 al 2007. Pertany al subclan abgaal dels hawiye, però després del divorci de la seva mare for criat per la seva madrastra Hawa dins el clan habar gedir també sub clan dels hawiye.

## Biografia
El seu pare era membre de l'exèrcit somali i era coronel del Servei Nacional de Seguretat en temps de Siad Barre. Als anys 70 va fer el servei militar i va estudiar a l'escola Jamal Abdul Masic Allah de Mogadiscio (1974) i a l'escola de veterinària de la mateixa capital on es va graduar el 1978. Va estudiar de manera brillant a Itàlia, acabant a la universitat de Pisa (1979-1981), on va fer un doctorat. Va retornar a Somàlia i va treballar a l'escola de veterinària de la que va arribar a cap, càrrec que exercia el gener del 1991 quan va caure el règim de Barre.
Va tenir poca activitat política en els anys de guerra encara que sembla que va participar en algunes conferències.
El 3 de novembre del 2004 fou nomenat com a primer ministre del Govern Federal de Transició pel president Abdullahi Yusuf Ahmed. Va anar a Mogadiscio on va patir un atemptat i es va traslladar a Nairobi. El juliol del 2005 es va traslladar a Jowhar. El febrer del 2006 es va traslladar a Baidoa, i el març del 2006 va començar una forta lluita entre l'Aliança per la Restauració de la Pau i Contra el Terrorisme, aliança formada pels senyors de la guerra a Mogadiscio, i la Unió de Corts Islàmiques de Somàlia. Els islamistes van aconseguir diverses victòries fins que el dia 5 les corts van entrar a la capital (segona batalla de Mogadiscio). Ghedi va demanar als senyors de la guerra parar els combats (quatre dels senyors eren membres del seu govern) però no fou escoltat, i Ghedi els va destituir com a parlamentaris: Mohamed Afrah Qanyare ministre de Seguretat Nacional (del Congrés de la Somàlia Unificada), Musa Sudi Yalahow Ministre de Comerç, del Congrés de la Somàlia Unificada-Aliança de Salvació de Somàlia faccio Yalahow, Issa Botan Alin, ministre de rehabilitació de milicians, del Congrés de la Somàlia Unificada-Pau i Seguretat; i Omar Muhamoud Finnish del Congrés de la Somàlia Unificada-Aliança de Salvació de Somàlia faccio Finnish.
El desembre de 2006 les forces etíops van derrotar la Unió de Corts Islàmiques de Somàlia que va evacuar Mogadiscio el dia 28 de desembre. Els etíops van entrar a la capital el dia 29 sense oposició acompanyats entre d'altres per Ghedi, Hussein àlies Aydid junior i altres. Ghedi fou entusiàsticament rebut a la capital, però no així els etíops. L'1 de gener del 2007 els senyors de la guerra van començar a retornar a la capital on se'ls va ordenar el desarmament. Ghedi va declarar la llei marcial per tres mesos i va fer una crida a l'establiment d'institucions judicials.
Fou objecte d'un atemptat suïcida el 3 de juny de 2007, per part del Moviment de la Joventut Mujahideen.
El 29 d'octubre del 2007 va anunicar la seva dimissió per diferències amb el president Abdullahi Yusuf Ahmed. Va restar com a membre del parlament i a començaments de gener de 2008 va anunciar que es presentaria a l'elecció presidencial del 2009. Com a nou primer ministre fou nomenat Salim Aliyow Ibrow